# جائزة عبد العزيز سعود البابطين للإبداع الشعري
جائزة عبد العزيز سعود البابطين للإبداع الشعري هي جائزة أدبية تُقدمها مؤسسة جائزة عبد العزيز سعود البابطين للإبداع الشعري وهي منظمة ثقافية خاصة غير ربحية تعنى بالشعر دون سواه من الأجناس الأدبية. تم إشهارها عام 1989. في القاهرة بمبادرة من عبد العزيز سعود البابطين.

## المؤسسة الراعية للجائزة
تتلخص أهداف المؤسسة بصورة رئيسية في إثراء حركة الشعر العربي ونقده وتشجيع التواصل بين الشعراء والمهتمين بالشعر العربي وتوثيق الروابط بينهم من خلال:
1. إقامة مسابقة عامة في الشعر العربي وفي نقده مرة واحدة كل سنتين ضمن دورات المؤسسة، وتكريم المبدعين في هذه المجالات.
2. إصدار سلسلة «معاجم البابطين» لشعراء العربية المعاصرين والراحلين.
3. إصدار مطبوعات عن شعراء دورات المؤسسة بالتزامن مع إقامتها تتضمن: دواوينهم وأعمالهم الإبداعية الأخرى وأبحاثًا عن سيرهم وأدبهم.
4. إقامة ندوة أدبية مصاحبة للدورة عن شاعرها وتتضمن أبحاثًا عن بعض قضايا الشعر ونقده، وأخرى لحوار الحضارات والثقافات والأديان بالإضافة إلى أماسٍ شعرية تشارك فيها نخب مختارة من شعراء الوطن العربي.
5. إقامة ملتقيات شعرية نوعية وفقًا لما يقرره مجلس الأمناء كملتقيات الشعر النبطي أو ملتقيات أخرى خارج نطاق دورات المؤسسة.
6. إنشاء مكتبة البابطين المركزية للشعر العربي والدراسات الأدبية والنقدية والتاريخية المتصلة بالشعر والشعراء.
7. إنشاء المكتبة السمعية للشعر العربي من خلال تسجيلات صوتية ومرئية لمختارات من قصائد شعراء العربية القدامى والمعاصرين، بأصوات فنانين وإذاعيين.
8. تدعيم العلاقات مع الروابط والجمعيات والاتحادات الأدبية والشعرية على مستوى الوطن العربي.
9. الاتصال بأساتذة أقسام اللغة العربية في الجامعات العربية، وأقسام الاستشراق في الجامعات الأجنبية وإيجاد فرص للتعاون معهم في ما يهم الشعر العربي إبداعًا ونقدًا ودرسًا.

## الجوائز
وزعت الجوائز على الفائزين بها لأول مرة في مايو من عام 1990 وكانت سنوية حتى عام 1992 حيث رفعت من بعد ذلك العام إلى قيمتها الحالية وصارت تمنح مرة واحدة كل سنتين.

### الجائزة التكريمية للإبداع في مجال الشعر
قيمتها (خمسون ألف دولار)، وتمنح لواحد من الشعراء العرب الذين أسهموا بإبداعهم في إثراء حركة الشعر العربي من خلال عطاء شعري متميز، وهي جائزة تكريمية لا تخضع للتحكيم بل لآلية خاصة يضعها ويشرف على تنفيذها رئيس مجلس الأمناء.

### جائزة الإبداع في مجال نقد الشعر
وقيمتها (أربعون ألف دولار) وتمنح لواحد من نقاد الشعر ودارسيه ممن بذلوا جهودًا متميزة في تحليل النصوص الشعرية وشرحها، أو دراسة ظاهرة فنية شعرية محددة وفق منهج يقوم على أسس علمية. وأن تكون دراسة مبتكرة وذات قيمة فنية عالية تضيف جديدًا إلى الدراسات النقدية في مجال الشعر.

### جائزة أفضل ديوان شعر
وقيمتها (عشرون ألف دولار)، وتمنح لصاحب أفضل ديوان شعر صدر خلال خمس سنوات تنتهي بتاريخ 13 من أكتوبر من العام السابق على توزيع الجائزة.

### جائزة أفضل قصيدة
وقيمتها (عشرة آلاف دولار)، وتمنح لصاحب أفضل قصيدة منشورة للمرة الأولى في إحدى المجلات الأدبية أو الصحف أو الدواوين الشعرية أو في كتاب مستقل خلال عامين ينتهيان في 13 من أكتوبر من العام السابق على توزيع الجائزة.

## شروط الجائزة
1. يشترط لمنح الجائزة التكريمية للإبداع في مجال الشعر وجائزة الإبداع في مجال نقد الشعر، أن تكون تجربة الشاعر أو الناقد متميزة في سياق حركتي الشعر ونقده من أجل النهوض بالثقافة العربية، وأن يكون لها تأثيرها ريادة أو تأصيلًا أو ابتكارًا، وأن تعكس الأصالة العربية والتطلعات الحضارية للأمة.
2. يشترط لمنح جائزة أفضل ديوان شعر وجائزة أفضل قصيدة التميز الفني بصفة أساسية.

### شروط التقدم للجوائز
1. أن يكون الإنتاج باللغة العربية الفصحى.
2. على المتقدم لجائزة الإبداع في مجال نقد الشعر إرسال أهم مؤلفاته في هذا المجال، على أن لا يكون قد مضى على صدور أحدثها أكثر من عشر سنوات تنتهي بتاريخ 13 من أكتوبر من العام السابق على توزيع الجائزة، وعليه أن يحدد المؤلفات التي يتقدم بها لنيل الجائزة، وله أن يرسل باقي إنتاجه النقدي للاستئناس.
3. لا يجوز للمشترك في جائزة أفضل ديوان شعر، التقدم بأكثر من ديوان واحد، على أن يحمل الديوان رقم إيداع واضحًا في بلد المنشأ وأن تكون الطباعة والنشر والتداول محققة الوقوع.
4. لا يجوز للمشترك في جائزة أفضل قصيدة التقدم بأكثر من قصيدة واحدة، على أن تكون منشورة وترسل كما نشرت.
5. لا تقبل القصائد المنشورة في أوعية لا يعتد بها كالنشرات الإعلانية الدعائية وما يشابهها.
6. تستبعد من المسابقة القصائد التي يشترك في نظمها أكثر من شخص واحد.
7. لا يجوز الاشتراك في أكثر من فرع من فروع الجائزة.

## إدارة الجائزة
يتولى إدارة شؤون الجائزة والتخطيط لها مجلس أمناء مؤسسة جائزة عبد العزيز سعود البابطين للإبداع الشعري.

## التحكيم
1. بعد التأكد من مطابقة الإنتاج المقدم لنيل جوائز المؤسسة للشروط المعلنة من الناحية الشكلية، يعرض على لجان تحكيم من المتخصصين في مجال الشعر والدراسات النقدية، وتكون قرارات اللجان نهائية بعد اعتمادها من مجلس الأمناء.
2. يشكل مجلس الأمناء لجان تحكيم لجوائز كل دورة من دورات المؤسسة، تعمل وفق قواعد لائحة التحكيم.

## الدورات السابقة

### الدورة الأولى -القاهرة
أقيم حفل توزيع جوائز الدورة الأولى في فندق ماريوت القاهرة برعاية وزير الثقافة المصري الأستاذ فاروق حسني، وكانت قيمة الجائزة عند الإعلان عنها لأول مرة تبلغ (43.000) ثلاثة وأربعين ألف جنيه مصري، تمت مضاعفتها أثناء الحفل إلى (86.000) ستة وثمانين ألف جنيه مصري وزعت كالتالي:
- جائزة الإبداع في مجال الشعر وقيمتها (30.000) ثلاثون ألف جنيه فاز بها مناصفة الشاعر الكويتي محمد الفايز عن مجموعته الشعرية الكاملة، والشاعر المصري إبراهيم عيسى عن ديوان «حبيبي عنيد».
- جائزة الإبداع في النقد الأدبي وقيمتها (30.000) ثلاثون ألف جنيه فاز بها مناصفة كل من الناقد المصري د. محمد زكي العشماوي عن كتابه «قضايا النقد الأدبي»، والناقد المصري أ. مصطفى عبد اللطيف السحرتي عن كتابه «الشعر المعاصر على ضوء النقد الحديث».
- جائزة التفوق في الشعر وقيمتها (20.000) عشرون ألف جنيه مصري وأيضًا فاز بها مناصفة كل من الشاعر العراقي محمد جواد الغبان عن ديوانه «أنت أحلى»، والشاعر المصري خليل فواز عن ديوانه «قلبي أنا».
- جائزة أحسن قصيدة وقيمتها (6.000) ستة آلاف جنيه فاز بها مناصفة الشاعرة المصرية علية الجعار عن قصيدة «لا تقلق»، والشاعر المغربي محمد الحلوي عن قصيدة «في رحاب سبتة».

### الدورة الثانية -القاهرة17 أكتوبر 1991
أقيم حفل توزيع جوائز الدورة الثانية بدار الأوبرا في القاهرة تحت رعاية وزير الثقافة المصري الأستاذ فاروق حسني، وحضور عدد كبير من الشعراء والأدباء والنقاد ورجال الصحافة والإعلام وقد منحت الجوائز على النحو التالي:
- جائزة الإبداع في مجال الشعر وقيمتها (60.000) ستون ألف جنيه مصري، فاز بها الشاعر المصري عبد العليم القباني، عن مجمل أعماله الشعرية.
- جائزة الإبداع في مجال نقد الشعر وقيمتها (60.000) ستون ألف جنيه مصري، فاز بها مناصفة كل من الناقد المصري د. محمد فتوح أحمد، والناقد المصري د. محمد عبد المطلب مصطفى، عن مجمل أعمالهما النقدية.
- جائزة التفوق في مجال الشعر العمودي وقيمتها (20.000) عشرون ألف جنيه، وكانت مناصفة بين الشاعر المصري شوقي هيكل عن ديوانه «رحلة إلى عينين»، والشاعر المصري إسماعيل عقاب عن ديوانه «هي والبحر».
- جائزة التفوق في مجال شعر «التفعيلة» وقيمتها (20.000) عشرون ألف جنيه، فاز بها الشاعر السوري حسان عطوان، عن ديوانه «معمودية الدم».
- جائزة أحسن قصيدة وقيمتها (20.000) عشرون ألف جنيه مصري فاز بها مناصفة الشاعر السعودي حبيب بن معلا المطيري عن قصيدته «بدون عنوان»، والشاعر المصري رابح لطفي جمعة، عن قصيدته «تحرير الكويت».

تجدر الإشارة إلى أن قيمة الجائزة في هذه الدورة قد تعدت قيمة الدورة الأولى بما يزيد على الضعف، حيث وصل المجموع الكلي لقيمة الجوائز (180.000) مائة وثمانين ألف جنيه مصري.

### الدورة الثالثة: دورةمحمود سامي البارودي-القاهرة12-14 ديسمبر 1992
قبل انعقاد هذه الدورة فكر مجلس الأمناء في وسيلة لتطوير العمل وعدم اقتصار الحفل على توزيع الجوائز فقط، لذا قرر أن تسمى كل دورة باسم شاعر عربي كبير يتم إحياء ذكراه، وإقامة ندوة فكرية حوله. وعليه فقد تقرر تسمية الدورة الثالثة باسم رائد الإحياء الشاعر محمود سامي البارودي. وقد أقيم حفل لتوزيع جوائزها بدار الأوبرا في القاهرة برعاية وزير الثقافة المصري أ. فاروق حسني وحضور حشد كبير من الشعراء والأدباء العرب، وقد منحت الجوائز على النحو التالي:
- جائزة الإبداع في مجال الشعر وقيمتها (20.000) عشرون ألف دولار، فاز بها الشاعر التونسي محيي الدين خريف، عن مجمل أعماله الشعرية.
- جائزة الإبداع في مجال نقد الشعر وقيمتها (20.000) عشرون ألف دولار، فاز بها مناصفة كل من: الناقد المصري رجاء النقاش، والناقد المصري د. ماهر حسن فهمي، عن مجمل أعمالهما النقدية.
- جائزة أفضل ديوان شعر وقيمتها (10.000) عشرة آلاف دولار، وكانت من نصيب الشاعر المصري د. حسن فتح الباب، عن ديوانه «أحداق الجياد».
- جائزة أفضل قصيدة وقيمتها (5.000) خمسة آلاف دولار، فاز بها مناصفة الشاعر المصري حسن توفيق عن قصيدته «السندباد والرحلة الجديدة»، والشاعر العماني سيف بن محمد الرمضاني، عن قصيدته «مخاض قصيدة».

وصاحب حفل التوزيع ندوة فكرية استمرت ثلاثة أيام متتالية في قسمين: الأول منها تناول أعمال الشاعر محمود سامي البارودي.. أما القسم الثاني فقد خصص لأبحاث تتعلق بالقصيدة العربية المعاصرة، إضافة إلى مناقشة قضايا الشعر ونقده بمشاركة عدد كبير من الشعراء والأدباء والنقاد.

### الدورة الرابعة: دورةأبي القاسم الشابي-فاس10-12 أكتوبر 1994
صدر قرار عن مجلس الأمناء تحدد بموجبه منح الجائزة في حفل يقام كل عامين بهدف إعطاء الوقت الكافي للجان وإتاحة الفرصة للباحثين المشاركين في الندوة لكتابة أبحاثهم والإعداد لها إعدادًا مناسبًا، ولإصدار المطبوعات عن شاعر الدورة وإبداعاته بشكل لائق. كما أشار قرار مجلس الأمناء إلى ضرورة توسيع دائرة الاهتمام بالشعراء الرموز بحيث يكون الشاعر من بلد والاحتفال في بلد آخر من ذات الإقليم.. ولكون الشابي من تونس فقد تقرر إقامة الحفل في المغرب، إبرازًا لأهمية شعراء المغرب العربي ومكانتهم الشعرية في الوطن العربي.
وحينها وقع الاختيار على مدينة فاس العاصمة الثقافية للمغرب لتكون مقرًا للاحتفال الذي حظي برعاية الملك الحسن الثاني، وحضور الملك محمد السادس الذي كان وليًا للعهد آنذاك كما حضر الحفل الذي نظمته المؤسسة بالتعاون مع جمعية «فاس سايس المغربية» عدد كبير من المدعوين من مختلف الأقطار العربية زاد عددهم على المائتين من الشعراء والنقاد والمهتمين بالحركة الثقافية العربية.
وقد وزعت الجوائز على النحو التالي:
- جائزة الإبداع في مجال الشعر وقيمتها (40.000) أربعون ألف دولار أميركي، وفازت بها الشاعرة فدوى طوقان، عن أعمالها الشعرية الكاملة.
- جائزة الإبداع في مجال نقد الشعر وقيمتها (40.000) أربعون ألف دولار، فاز بها الناقد أ. د. مصطفى ناصف، عن كتابه «صوت الشاعر القديم» وسائر إنتاجه النقدي.
- جائزة أفضل ديوان شعر وقيمتها (20.000) عشرون ألف دولار، فاز بها مناصفة كل من الشاعرين: أحمد غراب عن ديوانه «نقوش على جدار الصمت»، وخالد محيي الدين البرادعي عن ديوانه «عبد الله والعالم».
- جائزة أفضل قصيدة وقيمتها (10.000) عشرة آلاف دولار «حجبت».

وبعد حفل التوزيع أقيمت الندوة وهي من قسمين، تناول قسمها الأول أعمال «أبو القاسم الشابي»، بينما خصص القسم الثاني لأبحاث تتعلق بالقصيدة العربية المعاصرة.
وتجدر الإشارة أيضًا إلى أن قيمة الجائزة في هذه الدورة وصلت إلى (110.000) مائة وعشرة آلاف دولار أميركي بعد أن كانت (180.000) مائة وثمانين ألف جنيه مصري.

### الدورة الخامسة: دورةأحمد مشاري العدواني-أبوظبي28-31 أكتوبر 1996
حملت هذه الدورة اسم الشاعر الكويتي الكبير أحمد مشاري العدواني، وقد وقع الاختيار على مدينة «أبو ظبي» عاصمة دولة الإمارات العربية المتحدة لتكون مقرًا للاحتفال بأنشطة هذه الدورة بالتعاون مع المجمع الثقافي.. حيث أقيم حفل توزيع الجوائز تحت رعاية الشيخ زايد بن سلطان آل نهيان رئيس الدولة، وبحضور نخبة كبيرة من الشعراء والأدباء والنقاد من مختلف أرجاء الوطن العربي. ووزعت الجوائز في هذه الدورة على النحو التالي:
- جائزة الإبداع في مجال الشعر وقيمتها (40.000) أربعون ألف دولار أميركي، فازت بها الشاعرة العراقية نازك الملائكة، عن أعمالها الشعرية الكاملة.
- جائزة الإبداع في مجال نقد الشعر وقيمتها (40.000) أربعون ألف دولار، فاز بها الناقد المصري د. صلاح فضل، عن مجمل أعماله النقدية.
- جائزة أفضل ديوان شعر وقيمتها (20.000) عشرون ألف دولار «حجبت».
- جائزة أفضل قصيدة وقيمتها (10.000) عشرة آلاف دولار، فاز بها الشاعر المصري محمد محمد الشهاوي، عن قصيدته «المرأة الاستثناء».

وصاحبت هذه الدورة ندوة كبيرة اشتملت على ثلاثة محاور: الأول منها خصص لشعر العدواني، والمحور الثاني حول رؤية النقد والتغيير والتجريب في شعر منطقة الخليج والجزيرة العربية، أما المحور الثالث فكان لمرجعية القصيدة العربية المعاصرة.

### الدورة السادسة: دورةالأخطل الصغير-بيروت14-17 أكتوبر 1998
عُقدت الدورة في بيروت عاصمة الجمهورية اللبنانية تحت رعاية دولة رئيس الوزراء السيد رفيق الحريري، وحضور حشد كبير من الشعراء والأدباء والنقاد والمهتمين بالحركة الشعرية في الوطن العربي. ومنحت الجوائز على النحو التالي:
- جائزة الإبداع في مجال الشعر وقيمتها (40.000) أربعون ألف دولار أميركي، فاز بها الشاعر الفلسطيني سميح القاسم، عن مجمل أعماله الشعرية.
- جائزة الإبداع في مجال نقد الشعر وقيمتها (40.000) أربعون ألف دولار، فاز بها الناقد المغربي د. إدريس بلمليح، عن مجمل أعماله النقدية.
- جائزة أفضل ديوان، نظرًا لحجب جائزة هذا الفرع في الدورة الخامسة فقد قرر رئيس مجلس الأمناء الأستاذ عبد العزيز سعود البابطين منح الجائزة كاملة في هذه الدورة لديوانين بدلًا من واحد، وخصص لها (40.000) أربعين ألف دولار، لكل ديوان (20.000) عشرون ألف دولار. وكانت الجائزة من نصيب الشاعر السوري شوقي بغدادي عن ديوانه «شيء يخص الروح»، والشاعر الأردني محمد القيسي عن ديوانه «ناي على أيامنا».
- جائزة أفضل قصيدة وقيمتها (10٫000) عشرة آلاف دولار، فاز بها الشاعر السعودي جاسم الصحيّح عن قصيدته «عنترة في الأسر».

وقد صاحب الاحتفال جلسات الندوة الأدبية التي أقيمت بفندق بورتميليو بالكسليك وامتدت من 14 إلى 1998/10/17، وتضمنت ثمانية أبحاث ومحاضرة واحدة ومناقشاتها والتعقيب عليها، واحتوى برنامج الدورة ثلاث أمسيات شعرية، وحفلين غنائيين.

### الدورة السابعة: دورةأبي فراس الحمدانيوالأميرعبد القادر الجزائري-الجزائر31 أكتوبر إلى 3 نوفمبر 2000
في هذه الدورة تم اختيار الجزائر العاصمة لتكون مكانًا للاحتفاء بالأميرين الشاعرين أبي فراس الحمداني وعبد القادر الجزائري، وذلك تحت رعاية فخامة الرئيس عبد العزيز بوتفليقة، وبالتعاون والتنسيق مع وزارة الاتصال والثقافة الجزائرية واتحاد الكتاب الجزائريين، وحضور نخبة كبيرة من الشعراء والأدباء والمهتمين بالحركة الشعرية من مختلف أرجاء الوطن العربي.
وقد منحت الجوائز على النحو التالي:
- الجائزة التكريمية للإبداع في مجال الشعر، وقيمتها (50.000) خمسون ألف دولار أميركي، فاز بها الشاعر سليمان العيسى من سورية، عن مجمل أعماله الشعرية.
- جائزة الإبداع في مجال نقد الشعر، وقيمتها (40.000) أربعون ألف دولار، فاز بها الناقد د. مبروك المناعي من تونس، عن كتابه «الشعر والمال».
- جائزة أفضل ديوان، شعر، وقيمتها (20.000) عشرون ألف دولار، فاز بها الشاعر د. عبد اللطيف عبد الحليم من مصر، عن ديوانه «زهرة النار».
- جائزة أفضل قصيدة، وقيمتها (10.000) عشرة آلاف دولار، فاز بها الشاعر محمد عواض الثبيتي عن قصيدته «موقف الرمال.. موقف الجناس».

وفي هذه الدورة أقيمت الندوة الأدبية بفندق الأوراسي من 10/31 إلى 2000/11/3 م، وهي من قسمين، تناول قسمها الأول شعر أبي فراس الحمداني وعصره، وخصص القسم الثاني لشعر عبد القادر الجزائري وعصره، واحتوى برنامج الدورة أصبوحة شعرية وثلاث أمسيات شعرية وأمسية غنائية جزائرية كويتية مشتركة..

### الدورة الثامنة: دورةعلي بن المقرب العيونيوإبراهيم طوقان-المنامة-مملكة البحرين1 - 3 أكتوبر 2002
حملت هذه الدورة اسم الشاعر «علي بن المقرب العيوني» وهو شاعر لم يأخذ حظه من التقدير، إنه لم يكن في مركز الضوء في العواصم الكبرى، بل عاش في المنطقة الشرقية من الجزيرة العربية في فترة مضطربة لم يعطها المؤرخون الاهتمام الكافي، واختير الشاعر «إبراهيم طوقان» كشاعر رديف في هذه الدورة لأنه الشاعر الذي حمل أنين الجرح الفلسطيني وتكبيرة الشهادة إلى أسماع الشعوب العربية، وجعل من الكلمة الشعرية رديفًا للبندقية وكان اختياره تأكيدًا على تلاحم العرب مع الثورة الفلسطينية التي تخوض أقسى معاركها.
وقد تقرر عقد هذه الدورة في مملكة البحرين الشقيقة، التي شهدت في ظل جلالة الملك حمد بن عيسى آل خليفة عهدًا جديدًا من الانفتاح والديمقراطية، وقد رعى جلالته حفل الافتتاح بحضور نخبة كبيرة من الشعراء والنقاد والمثقفين من مختلف أرجاء الوطن العربي.
وقد وزعت الجوائز في هذه الدورة على النحو الآتي:
- جائزة الإبداع في مجال الشعر وقيمتها (50.000) خمسون ألف دولار أميركي، فاز بها الشاعر أ. إبراهيم عبد الحسين العريض من مملكة البحرين تقديرًا لإسهاماته الشعرية المتميزة. وتسلمها نجله الدكتور عبد الجليل العريض.
- جائزة الإبداع في نقد الشعر وقيمتها (40.000) أربعون ألف دولار فاز بها الناقد العراقي عبد الواحد لؤلؤة تقديرًا لأعماله النقدية التي كشفت عن أهمية المثاقفة في إثراء الشعر العربي المعاصر وبخاصة كتابه «الأرض اليباب.. الشاعر والقصيدة».
- جائزة أفضل ديوان شعر وقيمتها (20.000) عشرون ألف دولار، فاز بها الشاعر الجزائري د. عبد الله حمَّادي عن ديوانه «البرزخ والسكين».
- جائزة أفضل قصيدة، وقيمتها (10.000) عشرة آلاف دولار، فاز بها الشاعر المصري «أحمد بخيت» عن قصيدته «وداعًا أيتها الصحراء».

وقد رافق هذه الدورة ندوة أدبية من قسمين: الأول عن شعر ابن المقرب العيوني وعصره، أما الثاني فتناول حياة إبراهيم طوقان وشعره، كما شهدت هذه الدورة أيضًا أمسيات شعرية.

### الدورة التاسعة: دورةابن زيدون-قرطبة/إسبانيا4 - 8 أكتوبر 2004
أقر مجلس أمناء مؤسسة جائزة عبد العزيز سعود البابطين للإبداع الشعري تسمية هذه الدورة باسم الشاعر الأندلسي الكبير، أحمد بن زيدون وعقدها في قرطبة بإسبانيا في الفترة من 4-8 أكتوبر من العام 2004، وهذه هي المرة الأولى، التي تقيم فيها المؤسسة إحدى دوراتها خارج الوطن العربي، وتهدف منها جلاء الصورة الحضارية والفكرية والثقافية الصحيحة للعرب والمسلمين، بعد الصورة الشائهة التي رسمتها بعض الجهات المعادية لهم في أعقاب أحداث الحادي عشر من سبتمبر من العام 2001، وجاء اختيار المؤسسة لمدينة قرطبة في إقليم الأندلس لتقام فيها أنشطة الدورة وفعالياتها، من منطلق العلاقات التاريخية الطويلة بين العرب وإسبانيا والبرتغال (شبه الجزيرة الإيبيرية). وقد جرت فعاليات هذه الدورة، تحت الرعاية السامية لجلالة العاهل الإسباني الملك خوان كارلوس، وبحضور ابنته الكبرى الأميرة «إيلينا» حفل الافتتاح.. وقد دعت المؤسسة لحضور فعاليات هذه الدورة، ما يزيد عن أربعمائة من قادة الرأي، والأساتذة المختصين والنقاد والشعراء والمثقفين والإعلاميين في وطننا العربي، وأوروبا وأمريكا ومن مختلف الأديان، بينهم بعض الوزراء والمسؤولين، وفي صباح يوم الإثنين الرابع من أكتوبر 2004 نظمت المؤسسة جولة سياحية لضيوفها داخل مدينة قرطبة.

### الدورة العاشرة: دورةشوقيولامارتين-باريس/فرنسا13 أكتوبر - 3 نوفمبر 2006
تحمل هذه الدورة اسم الشاعرين أحمد شوقي أمير شعراء العربية، وألفونس لامارتين الشاعر الفرنسي الكبير، وجاء اختيار مجلس أمناء المؤسسة للشاعر أحمد شوقي لكونه من كبار شعراء العربية ومن أكثرهم إنتاجًا وتنوعًا، وقد أجمع الشعراء العرب عام 1927 على اختياره أميرًا لهم، وكان ذا صلة بالثقافة الفرنسية، درس القانون بجامعة مونبلييه ثم حصل على إجازة الحقوق من جامعة باريس، وأمضى مدة في العاصمة الفرنسية لدراسة الأدب الفرنسي.
أما الشاعر الفرنسي ألفونس لامارتين فكان محل إجماع النقاد بأنه من أشعر شعراء فرنسا، إضافة إلى أنه كان مغرمًا بالشرق العربي وله مقولات مهمة في النبي محمد [ وردت في كتابه (حياة محمد)، كما زار الشرق وأحب لبنان، وله مؤلفات أدبية أضفت الكثير على تاريخ الأدب الإنساني في أنحاء العالم.
وفي اجتماعه السابع والعشرين بالقاهرة في 15/1/2005، أجمع مجلس أمناء المؤسسة على إقامة هذه الدورة في باريس عام 2006.
وجاء اختيار باريس مكانًا لإقامة الدورة العاشرة رغبة من المؤسسة في التواصل مرة أخرى مع الغرب ومحاورته حضاريًّا، بعد أن نجحت التجربة السابقة في الدورة التاسعة للمؤسسة التي أقيمت في إسبانيا وحققت جزءًا حيويًّا من أهدافها، ما شجع المؤسسة على القيام بخطوة ثانية نحو أوروبا لمتابعة حوار الحضارات بين الشرق والغرب. إضافة إلى أن باريس عاصمة للثقافة العالمية، ويقطن فرنسا جالية عربية كبيرة تزيد على الملايين الخمسة. وتقام الدورة بتعاون فني ومعنوي مع منظمة اليونسكو التي تتخذ من باريس مقرًّا لها.
وقد تم تشكيل اللجنة العليا المنظمة للدورة بموجب قرار أصدره رئيس مجلس الأمناء بتاريخ 16/4/2005، وضمت نخبة من خيرة الأساتذة المعنيين بالأدبين العربي والفرنسي، وعقدت اللجنة اجتماعها الأول في الكويت يومي 11 و21/6/5002، برئاسة الأستاذ عبد العزيز سعود البابطين، وقررت أن تتضمن الدورة ندوتين هما: ندوة الثقافة وحوار الحضارات، والندوة الأدبية. كما عقدت اجتماعها الثاني في باريس يومي 12 و22/11/5002 م.

### الدورة الحادية عشرة: دورة معجم البابطين لشعراء العربية في القرنين التاسع عشر والعشرين -الكويت27- 03 أكتوبر 2008
أقيم حفل افتتاح الدورة الحادية عشرة للمؤسسة «دورة معجم البابطين لشعراء العربية في القرنين التاسع عشر والعشرين» على مسرح صباح السالم بجامعة الكويت في الخالدية في الساعة السابعة والنصف من مساء يوم الإثنين 27/10/2008، وقد حضر الحفل نخبة من نجوم السياسة والفكر والثقافة والشعر والأدب، وتم حفل الافتتاح برعاية سامية من حضرة أمير البلاد الشيخ صباح الأحمد الجابر الصباح حيث أناب عنه وزير الإعلام رئيس المجلس الوطني للثقافة والفنون والآداب آنذاك الشيخ صباح الخالد الصباح.
وجاءت هذه الاحتفالية احتفاءً بإصدار «معجم البابطين لشعراء العربية في القرنين التاسع عشر والعشرين» الذي استمر العمل فيه (11) أحد عشر عامًا متواصلة، وذلك عملاً على استمرار سلسلة المعاجم والتأكيد على أصالة هذا الفن كديوان للعرب، وكحافز لنصرة قضايا التعايش والسلام ومبادئ الحق والجمال التي مثلها الشعر العربي، وكوسيلة لجمع الكلمة ونبذ الخصومة ودعم قيم الحوار وهو الشقّ الثاني الذي ترعاه هذه الدورة وتحتفي به، وهذه الدورة هي الدورة الأولى التي تعقدها المؤسسة في الكويت تواصلاً مع دور الكويت الثقافي الريادي المعروف.
وقد بدأ الحفل بالسلام الأميري.. ثم قدّم كلمة الافتتاح عريف الحفل الإعلامي الكبير الأستاذ رضا الفيلي والتي استعرض فيها جهود مؤسسة جائزة عبد العزيز سعود البابطين للإبداع الشعري في دعم الثقافة العربية ونشر اللغة وتكريس لغة التواصل مع الآخر والحوار بين الثقافات والحضارات وذلك من خلال مناخ وطني مهد السبيل لمثل هذه المبادرات.
ثم استهل الحفل بآيات بينات من القرآن الكريم تلاها المقرئ الشيخ أحمد الطرابلسي.
في التاسع من شهر يونيو من عام 2008 عقد مجلس أمناء مؤسسة جائزة عبد العزيز سعود البابطين للإبداع الشعري اجتماعه الثاني والثلاثين في «بلودان» بالجمهورية العربية السورية، وبحث ضمن جدول أعماله اعتماد نتائج التحكيم لفروع الجائزة الثلاثة، وجاءت على النحو الآتي:
- جائزة الإبداع في مجال الشعر، وقد منحها رئيس مجلس الأمناء لشاعر فلسطين الكبير هارون هاشم رشيد.
- جائزة الإبداع في مجال نقد الشعر، وقد حجبت.
- جائزة أفضل ديوان: للشاعر يحيى السماوي (العراق).
- جائزة أفضل قصيدة: للشاعرة نبيلة الخطيب (الأردن).

وتم تقديم الجوائز إلى الفائزين من قبل ممثل الرعاية الأميرية السامية الشيخ صباح الخالد وزير الإعلام آنذاك، والسيد رئيس مجلس الأمناء.

### الدورة الثانية عشرة: دورة «خليل مطرانومحمد علي/ ماك دزدار» -سراييفو/البوسنة19 - 21 أكتوبر 2010
بعد إعداد مكثف دام سنتين، عقدت في سراييفو في الفترة من 19 - 21 أكتوبر 2010 م الدورة الثانية عشرة للمؤسسة (دورة خليل مطران ومحمد علي/ ماك دزدار) وجرى حفل الافتتاح في تمام الساعة الحادية عشرة من صباح يوم الإثنين 19/10/2010 بفندق «هوليدي إن» في العاصمة البوسنية، برعاية فخامة الدكتور حارث سيلاجيتش، وبحضور حشد من الضيوف المدعوين من خارج البوسنة وداخلها، ونخبة من رجال الصحافة والإعلام العرب والأجانب.
وقد ألقيت في حفل الافتتاح كلمات في المناسبة وفقًا للترتيب الآتي:
< كلمة راعي المؤسسة الشاعر/ عبد العزيز سعود البابطين، رئيس مجلس أمناء مؤسسة جائزة عبد العزيز سعود البابطين للإبداع الشعري.
الفائزون
في التاسع عشر من يونيو 2010 عقد مجلس الأمناء اجتماعه الخامس والثلاثين بمنزل رئيس المجلس الأستاذ عبد العزيز سعود البابطين في بلودان بالجمهورية العربية السورية، وبحث نتائج التحكيم لجوائز الدورة الثانية عشرة فاعتمدها على النحو الآتي:
- جائزة الإبداع في مجال الشعر، وقد منحها رئيس المجلس للشاعرة الكبيرة لميعة عباس عمارة (العراق).
- جائزة الإبداع في مجال نقد الشعر منحت للدكتور صلاح رزق (مصر).
- جائزة أفضل ديوان، منحت للشاعر أحمد حسن محمد (مصر).
- جائزة أفضل قصيدة، منحت للشاعر فارس حرَّام (العراق).

وقد أعلن رئيس مجلس الأمناء أسماء الفائزين بتاريخ 27 يونيو 2010 في مؤتمر صحفي عقد في دمشق بحضور الدكتور رياض نعسان آغا، وزير الثقافة في الجمهورية العربية السورية، وعدد من كبار مسؤولي الوزارة.

### الدورة الثالثة عشرة الحوار العربي الأوربي في القرن الحادي والعشرين نحو رؤية مشتركة من 11 ولغاية 12 نوفمبر 2013 البرلمان الأوربي
أقامت مؤسسة جائزة عبد العزيز سعود البابطين للإبداع الشعري دورتها الثالثة عشرة بعنوان«الحوار العربي الأوربي في القرن الحادي والعشرين نحو رؤية مشتركة».
وذلك برعاية رئاسة اتحاد البرلمان الأوربي في العاصمة البلجيكية بروكسل.
وجرى الافتتاح في مقر برلمان الاتحاد الأوروبي والذي يرأسه مارتن شولتز.
وحضرها زعماء دول ووزراء وشخصيات سياسية وفكرية وثقافية وإعلامية من مختلف أنحاء العالم. 

### الدورة الرابعة عشرة في مراكش من 21 ولغاية 23 أكتوبر 2014
أطلقت مؤسسة عبد العزيز سعود البابطين الثقافية فعاليات الدورة الرابعة عشرة في مراكش من 23-21 أكتوبر لعام 2014، تحت رعاية سامية من الملك محمد السادس عاهل المملكة المغربية، وبالتعاون مع جمعية فاس سايس الثقافية. 
وحملت الدورة اسم «أبي تمام الطائي»، كما تزامنت مع احتفال المؤسسة بمرور ربع قرن على تأسيسها. 
هذا وقد حضر الافتتاح والي مراكش عبد السلام بيكرات ممثلاً عن الملك محمد السادس، ووزير الثقافة المغربي محمد أمين الصبيحي، وسفير دولة الكويت لدى المملكة المغرية شملان عبد العزيزالرومي، ومحافظ الفروانية الشيخ فيصل الحمود المالك الصباح، وسفير دولة الكويت لدى إسبانيا د.سليمان الحربي، وسفير دولة الكويت لدى الأردن د.حمد الدعيج، وعدد غفير من المسؤولين والأكاديميين والأدباء والإعلاميين. 
وخلال هذا الحفل أعلن رئيس المؤسسة السيد عبد العزيز سعود البابطين عن إنشاء جائزة جديدة مقدمة للشعراء الشباب ممن هم تحت سن الأربعين. 
يذكر أنه وفي ختام فقرات حفل الافتتاح جرى توزيع جوائز المؤسسة على الفائزين، وكانت النتائج كالتالي:
- أفضل قصيدة: فاز فيها مناصفة كل من الشاعر اليمني أحمد علي الجهمي والشاعر المصري سمير فراج وقيمتها عشرة آلاف دولار أمريكي.
- أفضل ديوان شعر: فاز فيها الشاعر التونسي د. منصف الوهايبي، وقيمتها عشرون ألف دولار أمريكي.
- جائزة الإبداع في مجال نقد الشعر: فاز فيها الناقد الأردني د.يوسف أبو العدوس، وقيمتها أربعون ألف دولار أمريكي.
- الجائزة التكريمية: منحها رئيس مجلس الأمناء تكريماً للشاعر اللبناني جورج جرداق.

### الدورة الخامسة عشرة في أكسفورد من 24 ولغاية 25 أكتوبر 2015
عقدت مؤسسة عبد العزيز سعود البابطين الثقافية دورتها الخامسة عشر في مدينة أكسفورد البريطانية في 25-24 أكتوبر من عام 2015 بعنوان (عالمنا واحد.. والتحديات أمامنا مشتركة)، جاء ذلك بالتعاون مع مركز الشرق الأوسط في جامعة أكسفورد، ومركز تحالف الحضارات في الأمم المتحدة. وحضر افتتاح الدورة شخصيات سياسية وفكرية وأدبية، ومهتمين بشؤون الحوار والتفاهم بين الحضارات من دول شتى.
وقد أصدرت مؤسسة عبد العزيز سعود البابطين الثقافية في هذه المناسبة كتاباً في ثلاث لغات عن أمير دولة الكويت الشيخ صباح الأحمد الجابر الصباح قائداً للعمل الإنساني. 
كما جرى عقد خمسة جلسات تمحورت حول الآتي:
- الجلسة الأولى بعنوان: (اللاجئون والمؤسسات الدولية)
- الجلسة الثانية بعنوان: (البيئة والتنمية البشرية)
- الجلسة الثالثة بعنوان: (وسائل الإعلام الجديد)
- الجلسة الرابعة بعنوان: (الشباب والتحديات العالمية الجديدة)
- الجلسة الخامسة بعنوان: (المدن وأهم الملفات التي تواجهها)

واختتم الافتتاح بمنح البروفيسور نعوم تشومسكي شعار مركز البابطين لحوار الحضارات الذهبي وذلك تقديرا لدوره الفكري البارز وجهده الأكاديمي الملموس في العمل على التفاهم بين البشر والتواصل بين الثقافات. 

## وصلات خارجية
- الموقع الرسمي لمؤسسة البابطين للإبداع الشعري